# Cheiletha alaska
Cheiletha alaska är en mångfotingart som beskrevs av Chamberlin 1946. Cheiletha alaska ingår i släktet Cheiletha och familjen storjordkrypare. Inga underarter finns listade i Catalogue of Life.